# Țara mea
Țara mea este un film românesc din 2000 regizat de Tatiana Apahidean.